# Лача
Ла́ча, також Ла́че (рос. Лача, Лаче) — озеро в Архангельській області, Росії. Назва походить від карел. лаччу — «низький, мілкий, неглибокий», що добре характеризує озеро.

## Загальна характеристика
Перша згадка озера — в «Молінні Данила Заточника».
В озеро впадає 19 річок та струмків. Серед них найбільші: Свидь, Лекшма, Тихманьга, Петеньга, Ковжа та Кінема. На деяких струмках стояли колись млини: наприклад, на Ене. Береги дуже заболочені.

## Гідрологічний режим
Водний баланс озера формується на 94,6 % за рахунок поверхневих вод, та на 5,4 % за рахунок опадів. З озера витікає річка Онега яка виносить в середньому близько 3,8км³ . Загальний об'єм озера всього 0,55 км³ і в зв'язку з цим в озері велика проточність. Вода міняється близько 7 раз на рік.
Завдяки мілководності озеро добре прогрівається. По мілководдю озеро сильно заростає, особливо з південної та східної сторін.
Весною озеро сильно розливається, затоплюючи прибережну місцевість вглиб суші: на 500—600 метрів у напрямку північного-сходу, та на 800 метрів вглиб суші на заході. При цьому рівень води в озері піднімається над середньорічним більш ніж на 2 метри.
Найвищий рівень води в озері був зареєстрований 23 травня 1966 року та становив 2,31 м на середньорічним. Найнижчий 17-20 березня 1934 нижче на 85 см.
Осінній підйом води в озері зазвичай не більше 10-30 см.
Рівень витрати води в озері дуже коливається.
Найменша витрата води становила 144 м³/с біля витоку Онеги, до кінця літа зменшився до 34,4 м³/с.
Найнижча зареєстрована витрата води в витоку Онеги 12 м³/с — березень 1934; найвищий ж 868 м³/с — 30 травня 1916 року.
Озеро замерзає зазвичай в останній декаді жовтня. Один з найбільш ранніх льодоставів був 13 жовтня 1946 року. До початку весни товщина льоду становить близько 0,5-1 м. Льодостав триває 157—209 днів.